# UK Records
UK Records est un label britannique, filiale de London Records, lancé par Jonathan King en 1972. Il a notamment distribué les premiers albums du groupe de rock 10cc. L'abréviation « UK » signifie United King. Le label est d'abord distribué par Decca Records et, après 1976, par PolyGram (qui a racheté Decca en 1980).

## Histoire
Après la création du label, ses activités au Royaume-Uni sont d'abord dirigées par Chris Denning, puis par l'ancien DJ Don Wardell et par le chef de Dandelion Records de John Peel, Clive Selwood. Il a notamment publié des singles à succès pour Terry Dactyl and the Dinosaurs (dirigé par Jona Lewie), 10cc et Shag, un pseudonyme utilisé par King lui-même. Le seul numéro un britannique du label est Rubber Bullets de 10cc ; huit des singles du groupe sont sortis sur le label. Le label britannique sort également des singles à succès de First Class, Carl Malcolm, Kevin Johnson, Roy C, Lobo, et de Jonathan King lui-même, et enregistre Freddie Garrity et les Kursaal Flyers, entre autres. Parmi les albums à succès, citons deux albums de 10cc (10cc et Sheet Music), ainsi que la bande originale du Rocky Horror Show, produite par King.
Le label est fermé dans les années 1970.